# Willi Fehse
Willi Fehse (* 16. Mai 1906 als Willi Richard Fehse in Kassieck/Altmark; † 2. März 1977 in Göttingen) war ein deutscher Schriftsteller.

## Leben
Willi Fehse war der Sohn eines Landwirts. Er absolvierte eine Ausbildung zum Volksschullehrer an der Präparandenanstalt und dem Lehrerseminar in Genthin. Anschließend ging er als arbeitsloser Junglehrer nach Berlin, wo er als Theaterkritiker Beiträge für die Literarische Welt und andere Zeitschriften verfasste. Daneben hörte er u. a. kunsthistorische Vorlesungen an der Universität Berlin. Fehse unternahm ausgedehnte Reisen in Europa, Nordafrika, in die Vereinigten Staaten und nach Mexiko. Ab 1928 gehörte er gemeinsam mit Autoren wie Manfred Hausmann, Ernst Glaeser und Martin Beheim-Schwarzbach zum Kreis der Zwölf, einer von Hans Bodenstedt gegründeten Autorengruppe im Umfeld des Hamburger Rundfunksenders NORAG; Ziel der Gruppe war die Schaffung einer neuen, rundfunkgerechten Literatur. - Aus Fehses 1933 geschlossener Ehe gingen zwei Kinder hervor.
Nach dem Zweiten Weltkrieg war Willi Fehse Lehrer in Magdeburg und Wernigerode und schließlich Rektor der Hölty-Schule in Göttingen.
Willi Fehse war Verfasser von Romanen, Erzählungen, Jugendbüchern, Feuilletons, Gedichten und Hörspielen, außerdem gab er zahlreiche Sammlungen mit Gedichten, Märchen und Anekdoten heraus. Seine während des Dritten Reiches erschienenen Werke Helden und Haudegen, Karl Müllers große Wandlung und Der Waffensegen standen nach 1945 in der Sowjetzone bzw. der frühen DDR auf der Liste der auszusondernden Literatur. - Willi Fehse war seit 1959 Mitglied des PEN-Zentrums der Bundesrepublik Deutschland.

## Werke
- Frührot, Leipzig 1925
- Michael Marey und die Zerstörung Magdeburgs, Burg 1931
- Flucht vor dem Alter, Magdeburg 1932
- Helden und Haudegen, Halle 1933
- Karl Müllers große Wandlung, Leipzig 1934
- Die Jagd nach dem Regenbogen, München 1935
- Der Schatz des Königs Wassergesicht, Dresden 1937
- Alfinger sucht den goldenen Kaziken, Dresden 1938
- Abenteuer zwischen Ruhm und Tod, Zeulenroda 1939
- Der Waffensegen, Magdeburg 1940
- Die Edlen von Tibesti, Berlin 1942
- Das Urlaubsmädchen, Berlin 1944
- Der blühende Lorbeer, München 1953
- Goldener, der Indianerkönig, Hannover 1954
- Unter Wüstenräubern, Gütersloh 1954
- Lächelnde Justitia, Eßlingen a.N. 1955
- Frauenspiegel, Esslingen 1956
- Christoph Kolumbus, Göttingen 1957
- Die große Stunde im Leben genialer Erfinder, Göttingen 1957
- Hernando Cortez, Göttingen 1957
- Pizarro stürzt das Inkareich, Göttingen 1957
- Der Giftpfeil, Reutlingen 1959
- Heiteres Theater, Zürich 1961
- Humor von der Kanzel, Zürich 1963
- Der Mittagsstern, Dülmen/Westf. 1963
- Von Goethe bis Grass, Bielefeld 1963
- Romeo im Tingeltangel, München [u. a.] 1964
- Schüler, Lehrer und Gelehrte, Zürich 1964
- Der Hopfenkönig, Wuppertal 1965
- Entdecker und Eroberer, Göttingen 1966
- Aus fröhlichen Jagdgründen, Hamburg [u. a.] 1968
- Liebeserklärung an Europa, Frankfurt a. M. 1969
- Die Hausmedizin, Frankfurt (am Main) 1971
- Der zündende Funke, Donauwörth 1971
- Das Herbstlicht, Frankfurt am Main 1972
- Das Fliegerspiel, Darmstadt 1973
- Der Sonnenjüngling, Lahr/Schwarzwald 1977

## Herausgeberschaft
- Anthologie jüngster Lyrik, Hamburg (herausgegeben zusammen mit Klaus Mann, Geleitwort von Stefan Zweig bzw. Rudolf G. Binding; enthält Gedichte von u. a. Jürgen Eggebrecht, Günter Eich unter dem Pseudonym Erich Günter, Wolfgang Hellmert, Martin Raschke, Herbert Schlüter, Wilhelm Emanuel Süskind, Heinz Zucker)
  - 1 (1927)
  - N.F. (1929)
- Die jüngste Dichtung, Zeitschrift (herausgegeben zusammen mit Erich Reinhardt), Magdeburg 1927
- Christian Reuter: Schelmuffskys Abenteuer, Bayreuth 1944
- Deutsche Lyrik der Gegenwart, Stuttgart 1955
- Neue deutsche Lyrik, Kevelaer, Rhld. 1955
- Deutsche Erzähler der Gegenwart, Stuttgart 1959
- Märchenborn des Abendlandes, Göttingen 1966
- Märchenschatz aus dem Morgenland, Göttingen 1966
- Das Schatzkästlein erlesener Märchen, Göttingen 1966
- Wilhelm Hauff: Märchen, Stuttgart 1967
- Heitere Märchen aus aller Welt, Stuttgart 1968
- Tausendundein Tag, Stuttgart 1969
- Johann Karl August Musäus: Der Schatzgräber und andere Volksmärchen, Stuttgart 1970
- Der Wunschring, Stuttgart 1972
- Der gefangene Mond und andere Märchen aus West- und Osteuropa, Göttingen 1976
- Das Geschenk der Göttin und andere Märchen aus dem Vorderen Orient, Göttingen 1976
- Das Mädchen Mohnblume und andere Märchen aus dem Fernen Osten, Göttingen 1976
- Märchen aus aller Welt, Göttingen 1976
- Die stolze Prinzessin und andere Märchen aus Südeuropa, Göttingen 1976
- Plaudereien am Kamin, Berlin 1977
- Meine bunte Märchenwelt, Göttingen 1984
- Meine schönsten Märchen, Göttingen 1984